# Tamoanchan

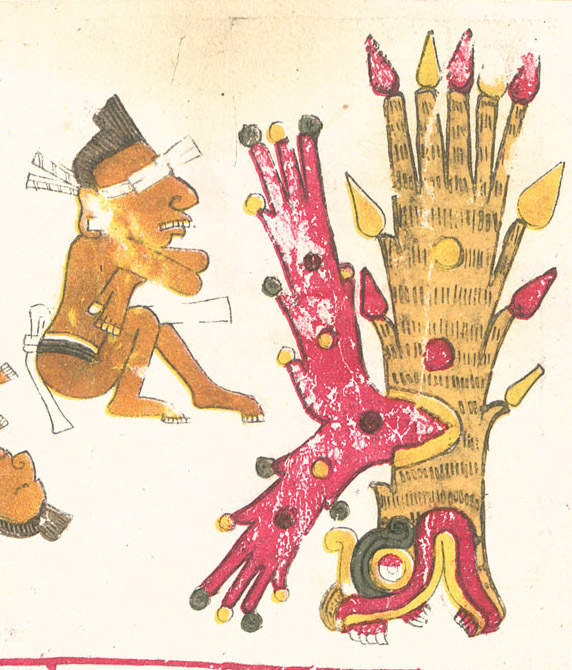
Indianin w pośmiertnej podróży do Tamoanchan (ilustracja z Kodeksu Borgia, XV wiek)

Tamoanchan („Dom Brzegu Wody” lub „Szukamy Naszego Domu”, „Dom Zejścia” albo Urodzin”) – mityczny raj w mitologii Azteków.
Tamoanchan uważany był za 13. poziom nieba lub rajską krainę. Położenie tego poziomu – krainy nie jest do końca pewne. Umiejscawiano go ponad Omeyocanem, ale również na ziemi jako raj ziemski oraz w nieznanej jaskini.
Panami tej krainy była boska para Tonacateuctli („Pan Naszego Ciała” albo „Pan Naszego Utrzymania”) i Tonacacihuatl („Pani Naszego Ciała” lub „Pani Naszego Utrzymania”). W hiszpańskim dokumencie spisanym w 1531 na podstawie indiańskich kodeksów, „Historia de los Mexicanos por sus pinturas”, można znaleźć następujący tekst:
„Wydaje się, że posiadają jednego boga, którego nazywają Tonacateuctli, który ma za żonę Tonacacihuatl, albo według innego imienia Xochiquetzal, którzy się sami stworzyli i pozostawali w 13 niebie, o którego początku nic nie wie się, lecz tylko o jego istnieniu i stworzeniu, które było w 13. niebie [...]”
W kodeksie Telleriano- Remensis, Tamoanchan jest opisany jako miejsce, gdzie zostali stworzeni bogowie i jest on ziemskim rajem. Według źródeł na poziomie tym znajdowały się rzeki, krynice, lasy pełne zwierzyny. Rosło tam również wielkie, cudowne, kwitnące drzewo, którego kwiatów nie można było ścinać. Miały one moc obdarzania prawdziwą miłością każdego kto ich dotknął.
Według indiańskich podań, pomimo zakazu ktoś ściął kwiaty i drzewo załamało się i zaczęło broczyć krwią. Fakt ten bardzo rozłościł Panów Tamoanchan i wypędzili wszystkich bogów. W Tamoanchan mieszkały bóstwa stworzone przez Tonacateuctli i Tonacacihuatl oraz wiele innych istot stworzonych w inny sposób.